# Götz Frank
Götz Frank (* 6. November 1944 in Wewelsburg) ist ein deutscher Staatsrechtler.

## Leben
Von 1964 bis 1969 studierte Frank Rechtswissenschaft an den Universitäten Frankfurt und Kiel. 1965 wurde er Mitglied des Corps Austria. 1972 promovierte er an der Universität Konstanz und absolvierte im Anschluss das zweite Staatsexamen in Stuttgart. Danach war er ab Ende der 1970er Jahre Dozent an der Universität Hannover, wo er sich 1979 habilitierte. In der Folgezeit nahm er Vertretungs- und Gastprofessuren an verschiedenen in- und ausländischen Universitäten (Bonn, Frankfurt, Hamburg und Münster sowie Brest, Le Havre, Peking, Rouen und La Coruña) wahr. Seit Wintersemester 1989/1990 ist er Inhaber des Lehrstuhls für Öffentliches Wirtschaftsrecht an der Universität Oldenburg. In der Lehre engagierte er sich hier insbesondere im Bereich der Internationalisierung. Er baute Doppeldiplome mit französischen Hochschulpartnern (Brest und Le Havre) auf. Zusammen mit den Universitäten Groningen und Bremen war er von Oldenburger Seite für die Gründung und den Aufbau der europäischen Juristenausbildung in der Hanse Law School verantwortlich.
Seit der 17. Auflage 2000 ist Frank Verfasser des von Ekkehart Stein begründeten Standardwerks Staatsrecht.

## Positionen
In seinen frühen Schriften erarbeitete Frank eine verfassungsdogmatische Begründung für den Friedensauftrag im Grundgesetz als Staatszielbestimmung. Auf dieser Basis entstand seine Kommentierung zur Wehrverfassung im Alternativkommentar zum Grundgesetz. Leitgedanke seiner Kommentierung war hier das übergreifende Prinzip der demokratischen Kontrolle und der Reduktion des Militärs auf das notwendige Maß. Davon ausgehend vertrat er seit den frühen neunziger Jahren die Auffassung, dass nach dem Wegfall des Ost-West-Konflikts die Aufrechterhaltung einer Wehrpflichtarmee verfassungsrechtlich nicht mehr haltbar sei.
In der rundfunkrechtlichen Diskussion setzte er sich seit dem vierten Rundfunkurteil des Bundesverfassungsgerichts für eine striktere Einhaltung des Gebots der Staatsferne im öffentlich-rechtlichen Rundfunk ein. Jede Art der parteipolitischen Vereinnahmung des Rundfunks stieß bei ihm auf scharfe Kritik.
Im September 2019 gehörte er zu den etwa 100 Staatsrechtslehrern, die sich mit dem offenen Aufruf zum Wahlrecht Verkleinert den Bundestag! an den Deutschen Bundestag wandten.

## Ehrungen
- 1994 Verleihung der Ehrendoktorwürde (Dr. jur. h. c.) durch die Faculté des Affaires Internationales, Département de Droit der Universität Le Havre.
- 1999 Ernennung zum Ehrenbürger in der Stadt Weihai in der Volksrepublik China.

## Werke (Auswahl)
- Abwehr völkerfriedensgefährdender Presse durch innerstaatliches Recht. Berlin: Duncker und Humblot, 1974 (Dissertation, Konstanz, 1972).
- Lokaler Infrastrukturmangel und kommunale Finanzausstattung. Baden-Baden: Nomos, 1982 (Habilitationsschrift, Hannover, 1979).
- Sozialstaatsprinzip und Gesundheitssystem (= Demokratie und Staatsrecht). Frankfurt am Main: Campus, 1983, ISBN 3-593-33185-3.
- Kommentar zum Grundgesetz für die Bundesrepublik Deutschland –Neuwied.-1 (1989), S. 1629–1640.
- Kommentar zum Grundgesetz für die Bundesrepublik Deutschland –Neuwied.-1 (1989), S. 1661–1696.
- Kommentar zum Grundgesetz für die Bundesrepublik Deutschland –Neuwied.-2 (1989), S. 767–831.
- Kommentar zum Grundgesetz für die Bundesrepublik Deutschland –Neuwied.-2 (1989), S. 1410–1471.
- Verkehrsberuhigung und Verkehrsrecht. Baden-Baden: Nomos, 1992, ISBN 3-7890-2652-2.
- Baufreiheit und Wegeplanung im Grossherzogtum Oldenburg des ausgehenden 19. Jahrhunderts (= Oldenburger Universitätsreden. Nr. 52). Oldenburg: Bibliotheks- und Informationssystem der Universität, 1992, ISBN 3-8142-1052-2.
- Auslaufmodell Wehrpflichtarmee. Neudietendorf: Evangelische Akademie Thüringen, 1996, ISBN 3-925099-17-4.
- mit Ekkehart Stein: Staatsrecht. 17. Auflage. Tübingen: Mohr Siebeck, 2000; 21. Auflage 2010, ISBN 978-3-16-150258-3 (1. (1968)–16. Auflage (1998) von Ekkehart Stein als Alleinautor).
- Kommentierung der Art. 12 a, 24 Abs. 2,26, 45 a, 45 b, 65 a, 87 a und 87 b. In: Kommentar zum Grundgesetz für die Bundesrepublik Deutschland (= Alternativkommentare). 3. Auflage. Neuwied: Luchterhand, 2001/2002, ISBN 3-472-03584-6.
- Wirtschaftsrechtliche Promotion und berufliche Karriere. In: Heiko Faber, Götz Frank (Hrsg.): Demokratie in Staat und Wirtschaft, Festschrift für Ekkehart Stein zum 70. Geburtstag. Tübingen: Mohr Siebeck, 2002.
- Wahlen zu dem Dorfkomitees in der Volksrepublik China. In: Götz Frank, Heinrich-Wilhelm Langrehr: Die Gemeinde. Verfassung, Planung, Wirtschaft und das kommunale Selbstverwaltungsrecht. Festschrift zum 70. Geburtstag von Heiko Faber. Tübingen: Mohr Siebeck, 2007.
- Rundfunkorganisationsrecht. In: Peter Schiwy, Walter J. Schütz (Hrsg.): Medienrecht. Lexikon für Wissenschaft und Praxis. 5. Auflage. Köln: Heymanns, 2010, ISBN 978-3-4522-7153-2.